# Orahovica (Hadžići, BiH)
Orahovica je naselje u općini Hadžići, Federacija BiH, BiH.

## Stanovništvo

### Nacionalni sastav, 1991.
ukupno: 55
- Bošnjaci – 53 (96,36 %)
- ostali, neopredijeljeni i nepoznato – 2 (3,63 %)

## Vanjske poveznice
- Satelitska snimka  Arhivirana inačica izvorne stranice od 4. ožujka 2021. (Wayback Machine)